# Instytut Marksizmu-Leninizmu przy KC KPZR
Instytut Marksizmu-Leninizmu przy KC KPZR (ros. Институт марксизма-ленинизма при ЦК КПСС) – główny ośrodek ideologiczny Komunistycznej Partii Związku Radzieckiego funkcjonujący w latach 1921–1991. Był określany „cytadelą partyjnej ortodoksji”.
Do zadań instytutu należało gromadzenie, przechowywanie i publikacja dokumentów i prac Karla Marksa, Friedricha Engelsa i Włodzimierza Lenina, tworzenie i edycja publikacji na temat pracy Marksa, Engelsa i Lenina, innych osobowości komunizmu i dalszego rozwoju światopoglądu Marksa, Engelsa i Lenina.
Instytucja została powołana w 1921 pod nazwą Instytutu Marksa-Engelsa (Институт К. Маркса и Ф. Энгельса). W 1923 założono Instytut Lenina (Институт Ленина). 13 marca 1931 GPU zajęło instytut, zaś jego szef Dawid Riazanow i 127 pracowników zostało zwolnionych, w tym prawie wszyscy redaktorzy kompletnej edycji prac Marksa-Engelsa. Pod nowym kierownictwem postanowiono połączyć Instytut Marksa-Engelsa z Instytutem Lenina, tworząc Instytut Marksa-Engelsa-Lenina. W latach 1954–1956 instytut nosił nazwę Instytutu Marksa-Engelsa-Lenina-Stalina (Институт Маркса-Энгельса-Ленина-Сталина – ИМЭЛС). W latach 1956–1991 był nazywany Instytutem Marksizmu-Leninizmu przy Komitecie Centralnym KPZR, a w 1991 przemianowano go na Instytut Teorii i Historii Socjalizmu (Институт теории и истории социализма). W tym samym roku instytut zaprzestał działalności.
Centralne archiwum partyjne instytutu obecnie jest prowadzone przez Rosyjskie Państwowe Archiwum Historii Społeczno-Politycznej (Российский государственный архив социально-политической истории – РГАСПИ).